# Medea. Voci
Medea. Voci (Medea. Stimmen) è il titolo di un romanzo della scrittrice tedesca Christa Wolf pubblicato nel 1996.
In questo romanzo l'autrice ribalta la versione che ci è pervenuta da Euripide che vede Medea soprattutto come la madre che ha ucciso i propri figli e, riscrivendo il mito, propone una figura di donna, Medea appunto, che, come scrive Anna Chiarloni, è «una donna travagliata sì dall'amore, ma ancor più dall'incapacità degli abitanti di Corinto di integrare una cultura come quella della Colchide, per sua natura non incline alla violenza. Non un'infanticida dunque, al contrario una donna forte e generosa, depositaria di un remoto sapere del corpo e della terra, che una società intollerante emargina e annienta negli affetti fino a lapidarle i figli».

## Trama
Tornati in Grecia dalla Colchide orientale, terra natia della principessa Medea, lei e il suo sposo Giasone, l'eroe capo degli Argonauti, decidono di sposarsi. Oramai Giasone ha il pieno potere su tutta la Grecia (e specialmente sulla provincia di Corinto), dato che ha ucciso da solo il cattivo zio Pelia che gli usurpava il trono. Fu proprio per un inganno di Pelia, infatti, che Giasone dovette intraprendere il viaggio con gli Argonauti dalla Grecia nel lontano Oriente per recuperare la reliquia sacra del Vello d'oro. Ora che ha compiuto entrambe le imprese (il recupero del Vello e lo spodestamento dello zio), Giasone fa procreare alla sposa Medea due figli maschi. 
Tuttavia la situazione si incrina quando Medea comincia a rendersi conto di essere una presenza ostile per i civilizzati cittadini della Grecia. Ella nella Colchide era una nobile (sebbene avesse delle usanze ancora rozze e barbare), ma in questa nuova terra non si trova a suo agio: le mancano l'affetto del padre e dei familiari che è stata costretta ad abbandonare volutamente per amore di Giasone. Oltre ai problemi di integrazione, i crudeli e cinici cittadini di Corinto scelgono di farla scacciare via dalla città una volta per tutte, semplicemente per puro razzismo. Dopo il suicidio di Glauce (figlia del re di Corinto e promessa sposa di Giasone), gli abitanti di Corinto fanno ricadere su Medea la morte della giovane e mettono in atto il macabro e raccapricciante piano di uccidere i figli della protagonista, ancora una volta incolpata di questo crimine orrendo. L'opera crudele si compie e Medea vive disperata per la morte truce dei suoi pargoli lapidati. Sconsolata e segnata profondamente a vita, a Medea non resta che vagare per la Grecia sconosciuta e violenta, finché non termina i suoi giorni di agonia.

## Il mito originale
Nella storia originale  specialmente nella tragedia di Euripide, Medea è sì una donna condannata dalla cattiveria occidentale del marito Giasone, che la tradisce con Glauce, ma ella comunque decide di agire e di vendicarsi in maniera terribile, addirittura recando dolori peggiori di quelli che le dette il marito unendosi con un'altra donna. Già prima che Giasone la sposasse, Medea aveva dato grande capacità di crudeltà uccidendo il fratellino Apsirto sulla nave Argo mentre era inseguita dal padre Eete, desideroso di vendicarsi contro Giasone per il furto del Vello d'oro. Giunti in Grecia, Giasone chiede allo zio Pelia di restituirgli il trono, ma costui rifiuta. Allora Medea escogita un inganno per ucciderlo e propone alle figlie del vecchio re di immergerlo in un pentolone enorme ripieno di un'acqua magica, che avrebbe ridato a Pelia la giovinezza. In realtà Medea ha versato nel grosso catino dell'acido e così Pelia quando vi si immerge muore disciolto.
Dopo lo sposalizio di Giasone con Glauce, Medea viene ripudiata, sebbene abbia già partorito i due figlioletti da una delle tante unioni con il consorte. Medea desidera vendicarsi totalmente contro Giasone e così fa recapitare un dono alla sprovveduta e giovane Glauce: un lussuoso mantello avvelenato da un acido che si infiamma non appena viene a contatto con la pelle. Celebrate le nozze, Glauce indossa il mantello e improvvisamente viene avvolta da una enorme nuvola di fuoco che la divora in un batter d'occhio, riducendola ad un pezzo di carbone. Giasone infuriato si precipita in casa di Medea (perché era già a conoscenza delle ire di quest'ultima) e, quando giunge, trova la moglie che ha sgozzato i due figlioletti e appiccato il fuoco alla casa, portando con sé i due piccoli cadaveri in modo che il padre non possa piangerli. Giasone prova ad ucciderla ma Medea, in quanto potente maga e soprattutto nipote del dio Elio che le fornisce un carro, si libra in cielo sparendo e lasciando il marito con il suo dolore.